# Olbiogaster africanus
Olbiogaster africanus är en tvåvingeart som beskrevs av Edwards 1915. Olbiogaster africanus ingår i släktet Olbiogaster och familjen fönstermyggor. Inga underarter finns listade i Catalogue of Life.